# Zinaida Julea
Zinaida Julea (n. 2 decembrie 1951, Hîrbovăț, raionul Anenii Noi, Republica Moldova) este o interpretă de muzică populară din Republica Moldova.

## Biografie
S-a născut în familia Eugeniei și a lui Arion Julea din satul Hîrbovăț, raionul Anenii Noi, Republica Moldova.
Dragostea pentru muzică i-a fost transmisă de părinți, care aveau de asemenea voci foarte bune. Mama interpretei a cântat în corul bisericesc. 
Studiile le-a efectuat la Școala medie de muzică „Ștefan Neaga" (1973-1977) cu Vladimir Achimov (dirijat coral) și la Institutul de Arte (1988-1993) din Chișinău cu Vasile Stratulat (regie manifestări culturale).
La vârsta de 17 ani, în 1968, Zinaida Julea este invitată de către maestrul Serghei Lunchevici în calitate de solistă în Orchestra de muzică populară „Fluieraș” a Filarmonicii din Chișinău, unde a activat până în 1991. Cu această formație a efectuat mai multe turnee peste hotare, cutreierând aproape toate continentele. Timp de câțiva ani, este angajată a Orchestrei de muzica populară „Mugurel”, dirijată de Ion Dascal. Apoi evoluează în cadrul mai multor spectacole cu Orchestra de muzică populară „Lăutarii”, sub bagheta maestrului Nicolae Botgros. În prezent Zinaida Julea este solistă a Orchestrei Municipale condusă de frații Vasile și Vitalie Advahov.
În 1976 îi este conferit titlul de Artist emerit, iar în 1985 - cel de Artistă a Poporului. În 1993, i se conferă medalia „Meritul civic” și în 1997 - Ordinul Republicii.
La „Fluieraș”, vedeta l-a cunoscut pe clarinetistul Simion Brînzilă, cel care ulterior avea să-i devină soț și cu care are împreună o fiică. Din păcate, Simion Brînzilă moare când fiica interpretei împlinește un an și opt luni. 
Interpreta a cântat în ansamblu cu mari artiști precum Nicolae Sulac, Serghei Lunchevici, V. Copacinschi, I. Dascal, T. Ciobanu, Gh. Esanu, A. Botosanu, P. Zaharia, S. Branzila etc.

## Discografie

### Albumul „Pentru inima oricui”
- De vorbă cu fiica
- Să răsune ulița
- Ce folos de tinerețea mea
- Așa-i mamă cu copii
- Bună ziua lume
- M-am jurat
- Duminica la o nuntă
- Zile triste, zile grele
- Draga mea prietenă
- Hora din bătrîni
- Boala-i boală
- Vino lăutarule la masă

### Albumul „Pe Ulița Satului”
- Astă horă-mi place mult
- Mîndră ți-am luat basma
- Arde luminița încet
- Cît e lumea și pămîntul
- Hora moldovenilor
- Radu mamei
- Toată vara n-am lucrat
- Să trăiască neamul meu
- Foaie verde mărgărit
- Vecina bărbatul își teme
- Flori de peliniță, flori de busuioc
- Drum la deal și drum la vale
- Pe sub poale de pădure
- Zice mama cîte-o data
- Mă gîndesc din cînd în cînd
- Stau pe gînduri și mă-ntreb
- Duminică dimineață
- Car frumos cu patru boi
- Marie, Marie

### Albumul "Lume Nu Mă Judeca"
- Intro (voce Andrei Porubin)
- Lume nu mă judeca
- Moldovenii cînd s-adună
- Dă Doamne la om noroc
- Inima
- Astăzi este ziua mea
- Foaie verde-a bobului
- Am pornit frumoasă nuntă
- Astă noapte am visat
- Cîntă lăutare
- Să petrecem boierește
- Sîrba de demult
- Ce bărbat mai am eu Doamne
- S-audă toată Moldova
- Viața încă-i dulce și frumoasă
- De nuntă (orchestral)